# 艾涅维尔
艾涅维尔（法語：Aigneville，法語發音：[ɛɲvil]）是法国上法蘭西大區索姆省的一个市镇，属于阿布维尔区。

## 地理
艾涅维尔（50°2'7"N, 1°36'59"E）面积10.76 平方千米，位于法国上法蘭西大區索姆省，该省份为法国北部沿海省份，北起加来海峡省和北部省，西接滨海塞纳省和大西洋英吉利海峡，南至瓦兹省，东临埃纳省。
与艾涅维尔接壤的市镇（或旧市镇、城区）包括：维默地区阿舍、比尼莱加马什、谢皮、昂布勒维尔、维默地区弗基耶尔、弗雷塞讷维尔、迈尼耶尔、维默地区图尔斯。
艾涅维尔的时区为UTC+01:00、UTC+02:00（夏令时）。

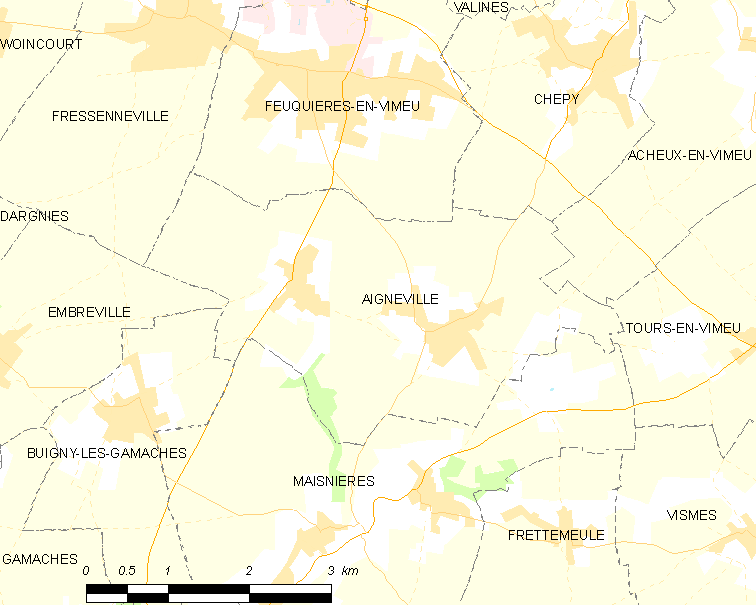
艾涅维尔的OSM定位图

## 行政
艾涅维尔的邮政编码为80210，INSEE市镇编码为80008。

## 政治
艾涅维尔所属的省级选区为加马什县。

## 人口

1962-2008年间艾涅维尔人口变化图示

艾涅维尔于2022年1月1日时的人口数量为904人。